# Don't Give Up the Ship
Don't Give Up the Ship (no Brasil, A Canoa Virou/ em Portugal, O Capitão Sem Barco), é um filme de comédia de 1959, dirigido por Norman Taurog e protagonizado por Jerry Lewis.

## Sinopse
John Paul Steckler (Jerry Lewis) perde um contratorpedeiro e precisa achá-lo. Durante a sua busca, John acaba se envolvendo em inúmeras confusões.

## Elenco
- Jerry Lewis - John Paul Steckler I/ John Paul Streckler IV/ John Paul Streckler VII
- Dina Merrill - Rita J. Benson
- Diana Spencer - Prudence Trabert Steckler
- Claude Akins - Comandante Farber

## Ficha técnica
- Estúdio: Paramount Pictures
- Distribuição: Paramount Pictures
- Direção: Norman Taurog
- Roteiro: Herbert Baker, Edmund Belion e Henry Garson
- Produção: Hal B. Wallis
- Música: Walter Scharf
- Fotografia: Haskell B. Boggs
- Direção de Arte: Hal Pereira e Walter H. Tyler
- Figurino: Edith Head
- Edição: Warren Low

## Curiosidades
- As filmagens foram do dia 21 de Outubro de 1958 até 30 de Janeiro de 1959, e teve sua estréia no dia 3 de Julho de 1959.
- O USS Stembel foi usada para representar o USS Komblatt.
- De acordo com uma entrevista, Jerry Lewis deu aos membros do USS Vemmen um caro emissor de Hi-Fi por terem participado do filme.
- Foi relançado como coleção junto com outro filme de Jerry Lewis, Rock-A-Bye Baby em 1962.